# Lev Kassil
Lev Abramovici Kassil (în rusă Лев Абра́мович Касси́ль) (27 iunie 1905, Pocrovsc–21 iunie 1970, Moscova) a fost un scriitor rus sovietic de literatură pentru copii și tineret care a descris viața adolescenților din Uniunea Sovietică și universul lor prin prisma școlii, activităților sportive, a vieții culturale și a războiului.
În 1923 Kassil și-a început studiile la Universitatea de Stat din Moscova unde a studiat aerodinamica. El a publicat prima sa povestire în 1925 și ulterior a colaborat la revistele literare de avangardă REF (Frontul Revoluționar Artistic - în rusă Революционный фронт искусств – РЕФ) și LEF (Frontul Artistic de Stânga - în rusă Левый фронт искусств – ЛЕФ). În 1927 Maiakovski îl invită să publice în revista Noul LEF. 
Cărțile sale au fost adesea „romane de dezvoltare”, descriind modul în care tinerii ar putea ajunge, în ciuda greșelilor pe care le fac, la o viziune matură asupra vieții. Modestia, altruismul, rezistența, curajul sunt virtuțile care i-au fost dragi lui Kassil.
În 1950 a primit Premiul Stalin pentru cartea sa Улица младшего сына (Strada mezinului) (1949), scrisă în colaborare cu M. Polianovski, povestea vieții tânărului Volodia Dubinin și a luptei sale în timpul Marelui Război pentru Apărarea Patriei.
Kassil a predat la Institutul de Literatură Maxim Gorki pentru o perioadă lungă de timp. În 1965 a fost ales membru al Academiei de Științe Pedagogice din Uniunea Sovietică.
Un planetoid, 2149 Schwambraniya, descoperit în 1977 de către astronomul sovietic Nikolai Stepanovici Cernîh, a fost numit după țara fictivă din romanul său Șvambrania.

## Opera
- Кондуит и Швамбрания (Conduita și Șvambrania), 1928—1931 (Conduita este o nuvelă autobiografică)
- Вратарь республики (Portarul republican), 1937
- Черемыш, брат героя, 1938
- Великое противостояние, 1941—1947
- Твои защитники, 1942
- Дорогие мои мальчишки (Dragii mei copii), 1944
- Улица младшего сына (Strada mezinului), 1949, în colaborare cu Max Poleanovski
- Ранний восход, 1953
- Ход белой королевы, 1956
- Про жизнь совсем хорошую, 1959
- Чаша гладиатора (Cupa Gladiatorului), 1961
- Маяковский — сам, 1940, 1963
- Будьте готовы, Ваше высочество! (Fi gata,[2] Înălțimea ta![3]), 1964[4]
- Три страны, которых нет на карте, 1970

## Cărți traduse în limba română
- Dragii mei copii, în românește de Marin Sârbulescu și Natalia Petrușevici), București, 1946
- Sub semnul lui Marte, în românește de Otilia Cazimir și Xenia Stroe, Editura Cartea Rusă, București, 1949, 322 pagini
- Strada mezinului (în colaborare cu Max Poleanovski), Editura Tineretului, București, 1955, 640 pagini
- Șvambrania, Editura Tineretului, București, 1958
- Strada mezinului (în colaborare cu Max Poleanovski), în românește de M. Sevastos și D. Manu, Editura Tineretului, București, 1964, 564 pagini
- Băietanii mei dragi (Povestire), Editura Cartea Moldovenească, Chișinău, 1965, 159 pagini (text în grafie chirilică)
- Cupa Gladiatorului, în românește de Sanda Movilă și Natalia Radovici, Editura Tineretului, București, 1965, 378 pagini
- Portarul republican, Editura Tineretului, București, 342 pagini
- Apărătorii tăi, în românește de Ion Vieru, ilustrații de L. Studenicova, Editura Literatura artistică, Chișinău, 1979, 26  pagini (text în grafie chirilică)